# Vox Dei para Vox Dei
Vox Dei para Vox Dei es el sexto álbum de estudio del grupo argentino Vox Dei, lanzado en 1974 por el sello CBS.

## Grabación y contenido
Este álbum marca un cambio importante para la banda, dado que fue la última participación de Ricardo Soulé con Vox Dei hasta su regreso en 1978. 
El alejamiento de Soulé empieza a principios de 1974, y se debió a una invitación de Danny Peyronel (hermano de Michel), para ir a Inglaterra, en donde la banda Heavy Metal Kids había versionado su canción "Canción para una mujer que no está" retitulada como "It's the Same" en su álbum debut, el cual presentarían en vivo en el Wembley Arena de Londres. 
Luego de algunas presentaciones realizadas con Vox Dei junto a Carlos Rodríguez hasta mediados de este mismo año, Soulé aceptó una propuesta de Pappo para radicarse junto a él una temporada en Inglaterra, dejando a Vox Dei hasta 1978.

## Canciones
Lado A
1. "Es necesario salirte a buscar" (Ricardo Soulé)
2. "La luz que crea" (Ricardo Soulé)
3. "No hay nada más terrible que el maldito bong" (Willy Quiroga-Rubén Basoalto)
4. "No, ni por equivocación" (Willy Quiroga)
5. "Quiero estar seguro de vivir" (Ricardo Soulé)

Lado B
1. "Mago de los cuatro vientos" (Willy Quiroga)
2. "Algo está cambiándome a mí" (Ricardo Soulé)
3. "Quiero darte de mis días" (Ricardo Soulé)
4. "Tengo ganas de... estar con buena gente" (Willy Quiroga-Rubén Basoalto)

Versión CD 1992
1. "Es necesario salirte a buscar"
2. "La luz que crea"
3. "No hay nada más terrible que el maldito bong"
4. "Tengo ganas de...estar con buena gente"
5. "Quiero estar seguro de vivir"
6. "Mago de los cuatro vientos"
7. "Algo está cambiándome a mí"
8. "Quiero darte de mis días"
9. "No, ni por equivocación"

## Personal
Vox Dei
- Ricardo Soulé - Guitarras eléctricas y acústicas, voz, piano en "Quiero darte mis días" y violín en "Mago de los cuatro vientos"
- Willy Quiroga - Bajo y voz.
- Rubén Basoalto - Batería y coros.

Músicos adicionales
- Carlos Rodríguez - Segunda guitarra en "Algo está cambiándome a mí" y "Es necesario salirte a buscar".
- Andrés Masetti - Orquestación y arreglos en "Mago de los cuatro vientos".
- Nacho Smilari - Piano en "No hay nada más terrible que el maldito bong".